# Mental Samurai
Mental Samurai é um concurso de televisão português apresentado por Pedro Teixeira e transmitido nas noites de sábado na TVI. Foi também emitido, algumas vezes, nas noites de sexta-feira e domingo.
Até ao final da 3ª temporada, apenas 1 concorrente arrecadou o primeiro lugar, tendo respondido acertadamente a 20 perguntas e vencido os 50.000 euros. O episódio ocorreu na 2ª temporada, no dia 18 de janeiro de 2020, momento em que Beatriz Albergaria se tornou a primeira Mental Samurai de Portugal.
Em setembro de 2020, estreia a 4ª temporada do programa, desta feita gravada em Portugal e com alterações na mecânica do concurso. Esta temporada encontra-se, até ao momento, suspensa.

## Temporadas
| Temporada | Temporada | Episódios | Episódios | Originalmente exibido | Originalmente exibido |
| Temporada | Temporada | Episódios | Episódios | Estreia da temporada  | Final da temporada    |
| --------- | --------- | --------- | --------- | --------------------- | --------------------- |
|           | 1         | 13        | 13        | 26 outubro 2019       | 4 janeiro 2020        |
|           | 2         | 12        | 12        | 11 janeiro 2020       | 6 março 2020          |
|           | 3         | 9         | 9         | 7 março 2020          | 19 abril 2020         |
|           | 4         | 20        | 20        | 6 de setembro de 2020 | por determinar        |

## Audiências

### 1.ª Temporada
| N.º na série | N.º na temp.        | Exibição original        | Audiência (share) |
| ------------ | ------------------- | ------------------------ | ----------------- |
| 1            | 1                   | "26 de outubro de 2019"  | 20,6%             |
| 2            | 2                   | "2 de novembro de 2019"  | 17,3%             |
| 3            | 3                   | "6 de novembro de 2019"  | 16,3%             |
| 4            | 4                   | "9 de novembro de 2019"  | 17,2%             |
| 5            | 5                   | "16 de novembro de 2019" | 18,1%             |
| 6            | 6                   | "23 de novembro de 2019" | 15,8%             |
| 7            | 7                   | "30 de novembro de 2019" | 19,2%             |
| 8            | 8                   | "7 de dezembro de 2019"  | 17,9%             |
| 9            | 9                   | "14 de dezembro de 2019" | 18,8%             |
| 10           | 10                  | "21 de dezembro de 2019" | 15,9%             |
| 11           | 11                  | "28 de dezembro de 2019" | 23,1%             |
| 12           | Especial Fim de Ano | "31 de dezembro de 2019" | 20,3%             |
| 13           | 13                  | "4 de janeiro de 2020"   | 18,9%             |

### 2.ª Temporada
| N.º na série | N.º na temp. | Exibição original         | Audiência (share) |
| ------------ | ------------ | ------------------------- | ----------------- |
| 14           | 1            | "11 de janeiro de 2020"   | 18,3%             |
| 15           | 2            | "18 de janeiro de 2020"   | 20,6%             |
| 16           | 3            | "25 de janeiro de 2020"   | 17,5%             |
| 17           | 4            | "1 de fevereiro de 2020"  | 19,3%             |
| 18           | 5            | "8 de fevereiro de 2020"  | 15,6%             |
| 19           | 6            | "14 de fevereiro de 2020" | 16,0%             |
| 20           | 7            | "15 de fevereiro de 2020" | 17,3%             |
| 21           | 8            | "21 de fevereiro de 2020" | 15,1%             |
| 22           | 9            | "22 de fevereiro de 2020" | 20,5%             |
| 23           | 10           | "28 de fevereiro de 2020" | 14,8%             |
| 24           | 11           | "29 de fevereiro de 2020" | 18,9%             |
| 25           | 12           | "6 de março de 2020"      | 16,1%             |

### 3.ª Temporada
| N.º na série | N.º na temp. | Exibição original     | Audiência (share) |
| ------------ | ------------ | --------------------- | ----------------- |
| 26           | 1            | "7 de março de 2020"  | 17,6%             |
| 27           | 2            | "14 de março de 2020" | 18,5%             |
| 28           | 3            | "15 de março de 2020" | 16,5%             |
| 29           | 4            | "21 de março de 2020" | 18,5%             |
| 30           | 5            | "22 de março de 2020" | 17,7%             |
| 31           | 6            | "29 de março de 2020" | 18,9%             |
| 32           | 7            | "5 de abril de 2020"  | 19,8%             |
| 33           | 8            | "12 de abril de 2020" | 19,5%             |
| 34           | 9            | "19 de abril de 2020" | 20,6%             |

### 4ª Temporada
| N.º na série | N.º na temp. | Exibição original        | Audiência (share) |
| ------------ | ------------ | ------------------------ | ----------------- |
| 35           | 1            | "6 de setembro de 2020"  | 19,2%             |
| 36           | 2            | "12 de setembro de 2020" | 16,6%             |
| 37           | 3            | "19 de setembro de 2020" | 16,8%             |

## Prémios
Troféus de Televisão TV 7 Dias/Impala
| Ano  | Prémio                           | Resultado |
| ---- | -------------------------------- | --------- |
| 2021 | Entretenimento - Melhor Programa | Indicado  |